# Чънчхън
Чънчхън (правопис по системата на Маккюн-Райшауер Chŏnch'ŏn) е кун (община) на територията на провинция Чаган, Северна Корея. Първоначално е била част от община Канге, но е отделена през 1949 г. Площта на общината е 980 кв. км, гъстотата на населението е 102 души/кв. км. Чънчхън включва един град (уп) със същото име, 5 работнически околии (родончаку) и 11 села (ри). Най-висок е връх Сунчоксан (1984 метра).